# Thomas Jonathan Jackson
Thomas Jonathan Jackson, conegut com a "Stonewall" Jackson (Clarksburg, Virgínia de l'Oest, 1824 - Chancelorsville, Virgínia 1863), militar sudista. Graduat a l'Acadèmia Militar dels Estats Units, era un devot presbiterià; fou un heroi a la Guerra amb Mèxic del 1846-1848 i hi assolí el grau de general. Es distingí a la Guerra Civil dels Estats Units, en la qual fou un dels principals generals confederats. Va ser vencedor de la primera i segona batalla de Bull Run i contribuí a guanyar la batalla de Fredericksburg (1862). Va morir accidentalment a la batalla de Chancellorsville. La seva mort fou un cop molt dur per als Confederats.